# Coleophora rudella
Coleophora rudella é uma espécie de mariposa do gênero Coleophora pertencente à família Coleophoridae.